# Östergötlands runinskrifter 229
Östergötlands runinskrifter 229 är en vikingatida runsten i Varby, Östra Husby socken och Norrköpings kommun. Runstenen är 1,85 meter hög och 1,3 meter bred. Runhöjden är 7-11 centimeter.

## Inskriften
Translitterering av runraden:
: austaen × auk × urykia : raistu + kumbl + þisa : at : haiʀa : faþur sin × guþ hiul[b]i : onta has
Normalisering till runsvenska:
Øystæinn ok Orøkia ræistu kumbl þessa at Gæiʀa/Hæʀa, faður sinn. Guð hialpi anda hans.
Översättning till nusvenska:
Östen och Orökja reste detta minnesmärke efter Gere, sin fader. Gud hjälpe hans ande!